# St. Franziskus Xaverius (Amersfoort)

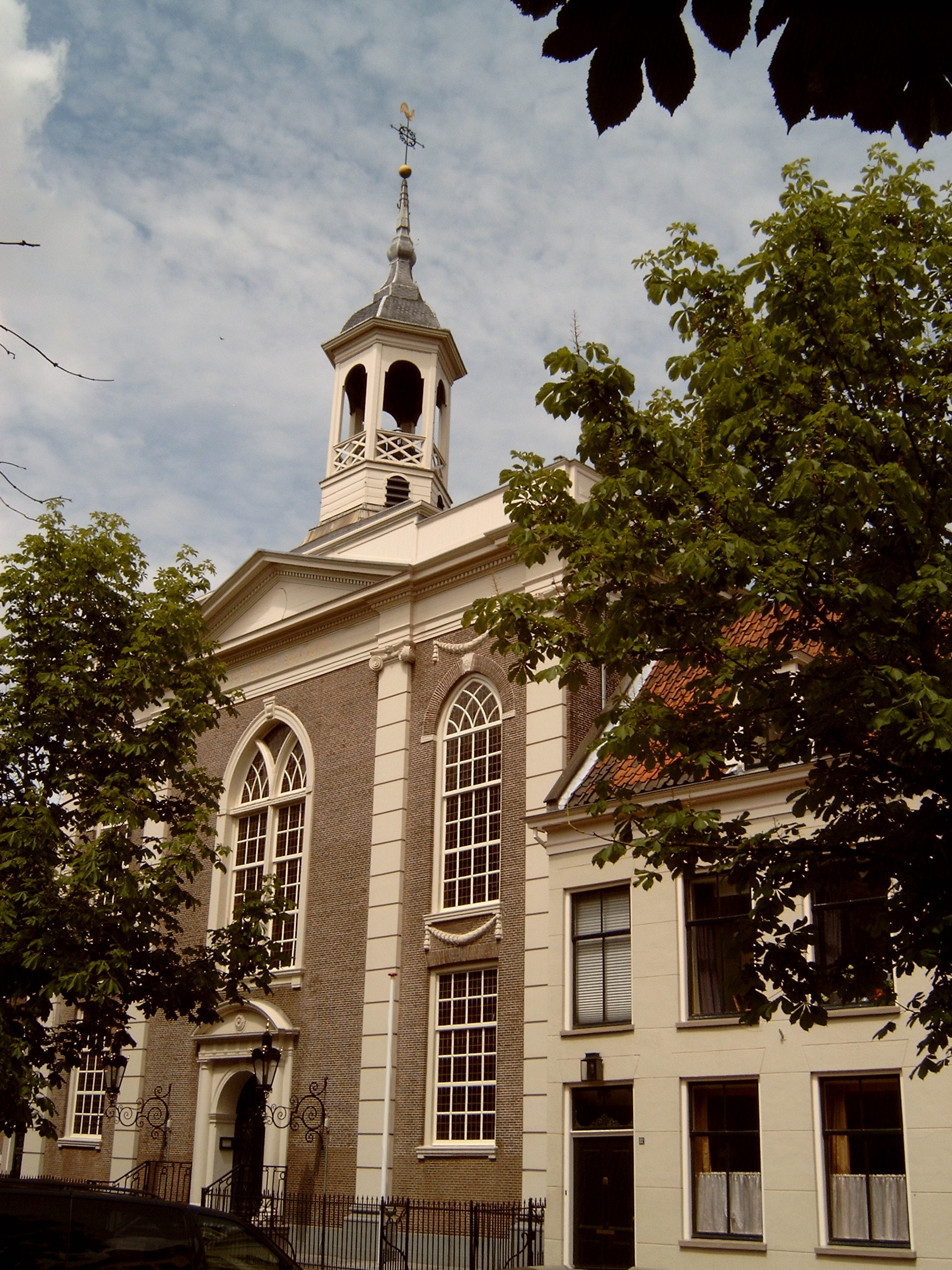
St. Franziskus Xaverius (Amersfoort)

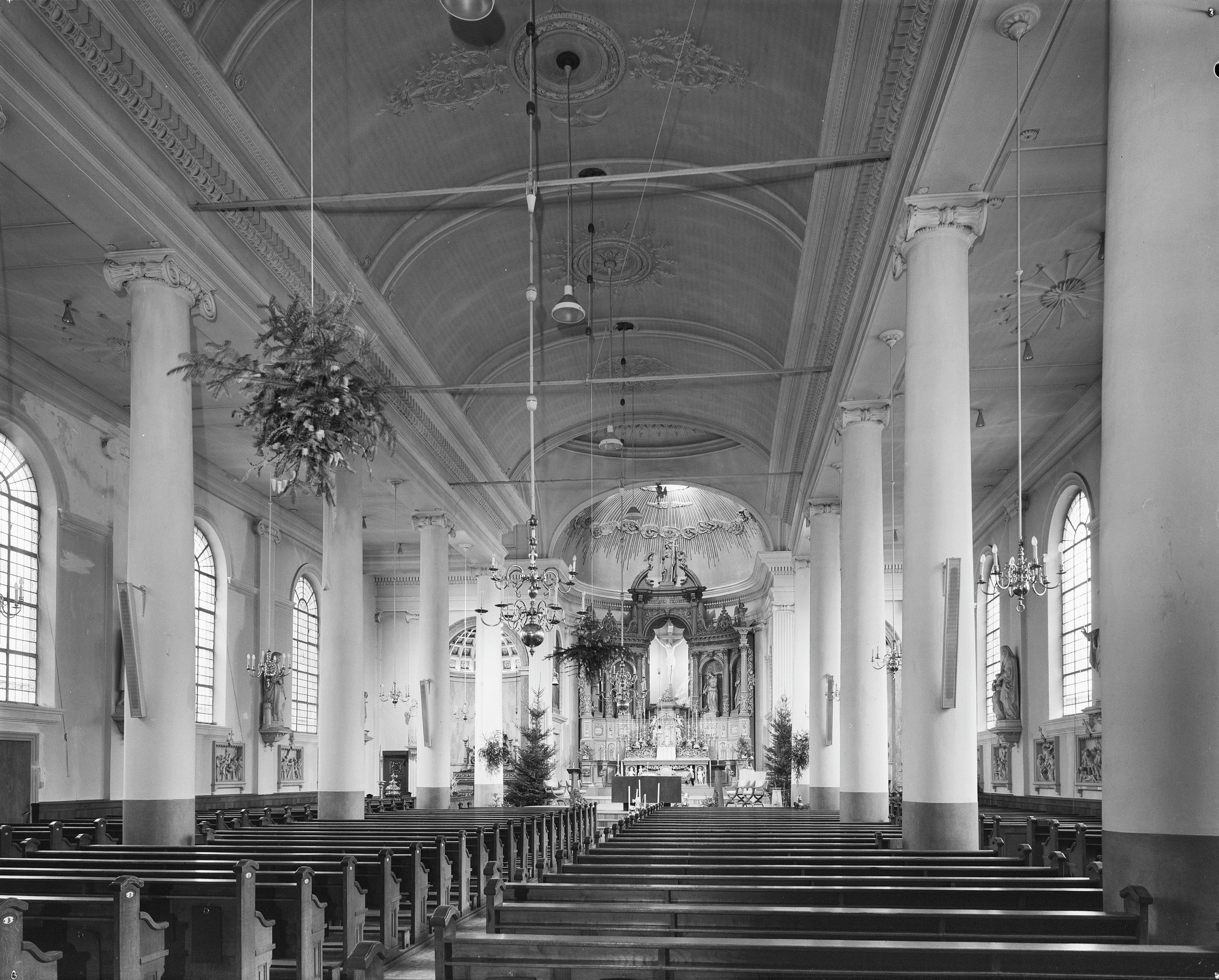
Innenraum (1973)

Die Kirche St. Franziskus Xaverius (Sint-Franciscus-Xaveriuskerk) ist ein katholisches Kirchengebäude in Amersfoort.

## Geschichte
Die Kirche wurde im Jahre 1815 von einer Gemeinde erbaut, die 1630 von dem Jesuiten Jordanus van Wenckum gegründet worden war. Diese fristete zunächst ein Schattendasein und nutzte eine kleine Kirche hinter der ehemaligen St.-Agatha-Kapelle. Nachdem die kleine Kirche zu Beginn des 18. Jahrhunderts abgebrannt war, wurde an der Stelle der jetzigen Kirche ein neues Kirchengebäude errichtet. Erst nach der gesetzlichen Gleichstellung aller Religionsgemeinschaften konnte die heutige Kirche errichtet werden.
Die Kirche wurde von dem Architekten Teunis Wittenberg im klassizistischen Stil entworfen. Ihre Fassade reiht sich in die Straßenfront ein. Das tonnengewölbte Hauptschiff wird durch zwei flach gedeckte Seitenschiffe flankiert. Im Jahr 1851 wurde die Kirche um den Chorraum und ein angedeutetes Querhaus erweitert.

## Ausstattung

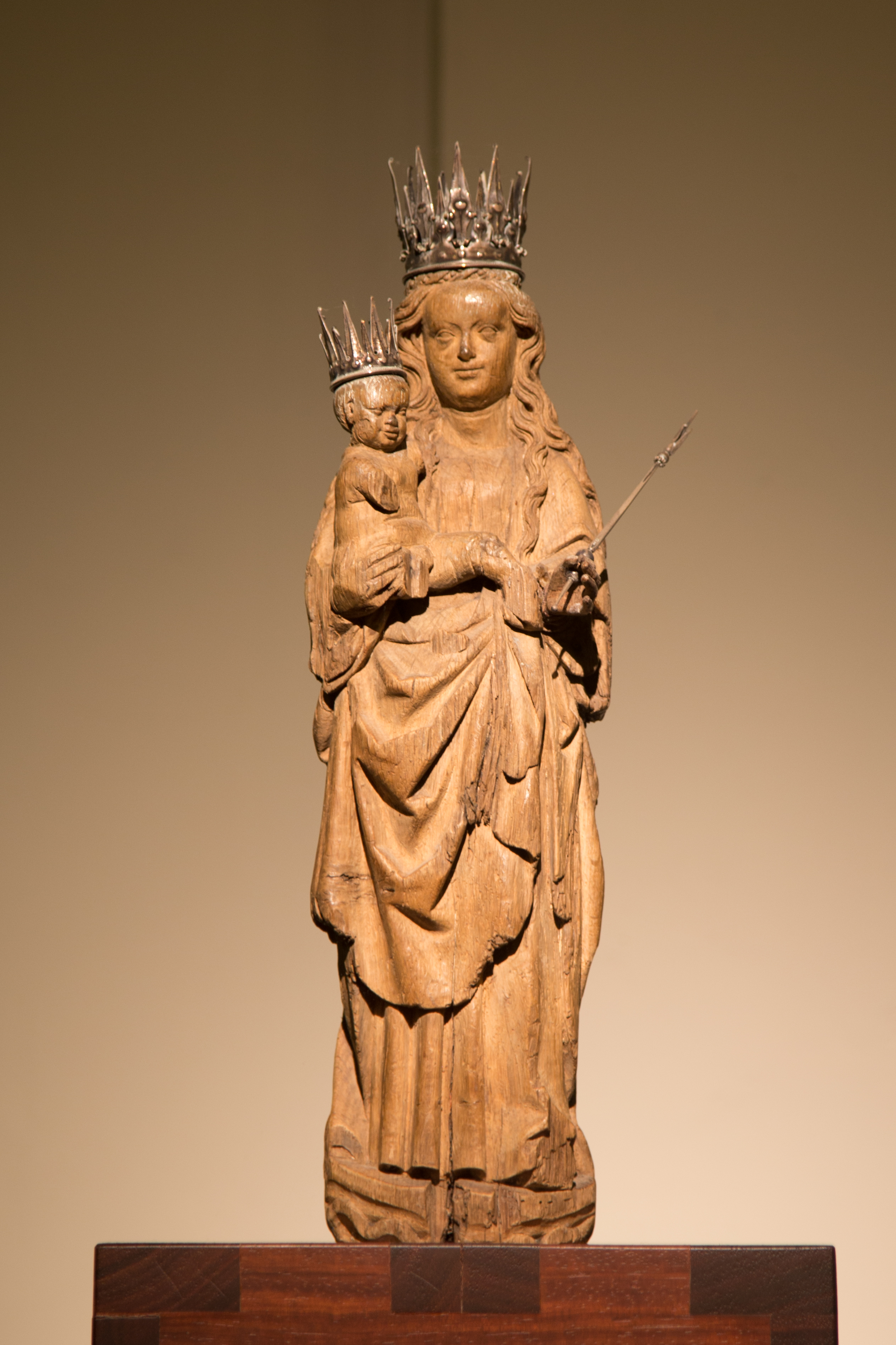
Marien-Statue aus dem 15. Jahrhundert

In der kleinen Kapelle im Eingangsbereich der Kirche befindet sich ein Gemälde, das die Himmelfahrt Mariens zeigt, begleitet von den Erzengeln Gabriel und Michael. Das Gemälde wurde 1864 von Antonius Brouwer geschaffen; es hing bis 1963 in der Elleboogkerk in Amersfoort.
In der Kapelle befindet sich zudem eine kleine Marien-Statue aus dem späten 15. Jahrhundert. Sie wurde im Anschluss an ein Wunder geschaffen, das sich 1444 in Amersfoort zugetragen haben soll. Damals wollte ein junges Mädchen von Nijkerk in ein Kloster in Amersfoort eintreten. Sie hatte eine kleine Marien-Statue als Mitbringsel, die ihr aber als zu einfach und beschämend erschien, so dass sie die Statue in den Stadtkanal warf. Aufgrund eines Traumes fand ein anderes Mädchen die Statue, die besondere Kräfte zu haben schien und zu einem Pilgerziel wurde. Die originale Statue ist nicht mehr vorhanden, sondern wurde durch die aktuelle ersetzt.
Die Kirche weist eine reiche Ausstattung auf.
An den Wänden finden sich zehn Heiligenstatuen, die in den Jahren 1863–1865 von dem Bildhauer Frans Stracké geschaffen wurden. Sie zeigen u. a. den heiligen Theodor, der um 1499 in Amersfoort geboren wurde und 1572 als einer der Märtyrer von Gorkum ermordet wurde. Außerdem sind der hl. Willibrord und der hl. Bonifatius zu sehen, die als Glaubensboten in Friesland wirkten.
Der Hauptaltar und die Seitenaltäre wurden 1852 geschaffen, die Fenster wurden 1939 bis 1941 geschaffen und zeigen die Evangelisten und die Sakramente.

## Orgel

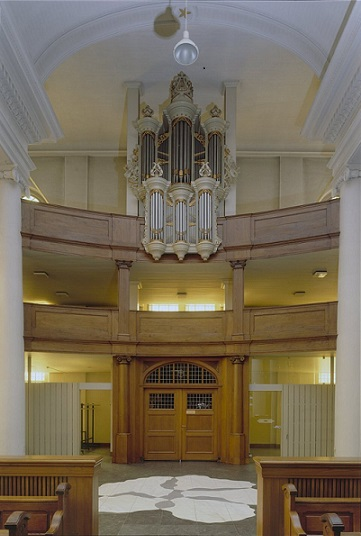
Blick auf den Ausgang mit Orgel

Die Orgel wurde 1819 von dem Orgelbauer Gideon Thomas Bätz für die Remonstranten-Kirche in Utrecht gebaut, die sie jedoch nicht bezahlen konnte. Der ursprüngliche Entwurf umfasste ein Rückpositiv, das in Amersfoort aber nicht ausgeführt wurde. Bei der Restaurierung in den Jahren 1982 bis 1983 durch Jos H. Vermeulen wurden spätere Veränderungen rückgängig gemacht. In die Emporenbrüstung wurde ein leeres Rückpositivgehäuse als Attrappe eingebaut, um die Orgel repräsentativer erscheinen zu lassen. Hierfür wurde die originale Entwurfszeichnung zugrunde gelegt, die Bätz eigenhändig angefertigt hatte. Das mechanische Instrument verfügt über 17 Register auf zwei Manualwerken. Das Pedal ist angehängt.
| I Hauptwerk C–f3 |                    |     |
| 1.               | Bourdon B/D        | 16′ |
| 2.               | Prestant           | 8′  |
| 3.               | Roorfluit          | 8′  |
| 4.               | Octaaf             | 4′  |
| 5.               | Gedeckt Fluit      | 4′  |
| 6.               | Quint              | 3′  |
| 7.               | Octaaf             | 2′  |
| 8.               | Mixtuur III–VI B/D |     |
| 9.               | Trompet B/D        | 8′  |

| II Oberwerk C–f3 |                    |    |
| 10.              | Holpijp            | 8′ |
| 11.              | Viool de Gambe B/D | 8′ |
| 12.              | Gemshoorn          | 4′ |
| 13.              | Roerfluit          | 4′ |
| 14.              | Woudfluit          | 2′ |
| 15.              | Flageolet          | 1′ |
| 16.              | Carillon III D     |    |
| 17.              | Vox Humana B/D     | 8′ |

| Pedal C–d1 |             |
|            | (angehängt) |

- Koppeln: II/I, I/P, II/P